# Окосокоаутла-де-Эспиноса (муниципалитет)
Окосокоаутла-де-Эспиноса (исп. Ocozocoautla de Espinosa) — муниципалитет в Мексике, штат Чьяпас, с административным центром в одноимённом городе. Численность населения, по данным переписи 2020 года, составила 97 397 человек.

## Общие сведения
Название муниципалитета состоит из двух слов: Ocozocoautla — с языка науатль можно перевести как лес окосоты (местное растение, используемое в текстильной промышленности), и Espinosa — было добавлено к названию в 1928 году, в честь известного политика Луиса Эсписносы.
Площадь муниципалитета равна 2083,9 км², что составляет 2,8 % от площади штата, а наиболее высоко расположенное поселение Сан-Франсиско-Империаль, находится на высоте 1892 метра.
Он граничит с другими муниципалитетами Чьяпаса: на севере с Мескалапой и Текпатаном, на востоке с Берриосабалем, Тустла-Гутьерресом и Сучьяпой, на юге с Вильяфлоресом, на западе с Хикипиласом и Синталапой.

## Учреждение и состав
Муниципалитет был образован в 1915 году, по данным 2020 года в его состав входит 754 населённых пункта, самые крупные из которых:
| Код INEGI                  | Населённый пункт                                                                                                  | Численность населения (2005 год) | Численность населения (2010 год) | Численность населения (2020 год) |
| -------------------------- | --- | -------------------------------- | -------------------------------- | -------------------------------- |
| 061                        | Всего | 72426                            | 82059                            | 97397                            |
| 0001                       | Окосокоаутла-де-Эспиноса (исп. Ocozocoautla de Espinosa) 16°45′41″ с. ш. 93°22′32″ з. д. (административный центр) | 33781                            | 39180                            | 43247                            |
| 0113                       | Окуилапа-де-Хуарес (исп. Ocuilapa de Juárez) 16°51′12″ с. ш. 93°24′40″ з. д.                                      | 3496                             | 3921                             | 4704                             |
| 0213                       | Висенте-Герреро (Матаморос) (исп. Vicente Guerrero (Matamoros)) 16°40′55″ с. ш. 93°15′43″ з. д.                   | 1721                             | 2009                             | 2413                             |
| 0818                       | Гуадалуре-Виктория (исп. Guadalupe Victoria) 16°37′36″ с. ш. 93°20′08″ з. д.                                      | 1631                             | 1876                             | 2283                             |
| 0103                       | Игнасио-Сарагоса (Эль-Морро) (исп. Ignacio Zaragoza (El Morro)) 16°35′56″ с. ш. 93°21′06″ з. д.                   | 1603                             | 1675                             | 2123                             |
| 1857                       | Сьюдад-Бонампак (исп. Ciudad Bonampak) 16°43′39″ с. ш. 93°24′14″ з. д.                                            | —                                | 450                              | 1593                             |
| 0385                       | Ла-Индепенденсия (Лас-Пилас) (исп. La Independencia (Las Pilas) 16°40′36″ с. ш. 93°14′52″ з. д.                   | 979                              | 1178                             | 1455                             |
| 0063                       | Эль-Гавилан (исп. El Gavilán) 16°45′04″ с. ш. 93°27′26″ з. д.                                                     | 656                              | 875                              | 1277                             |
| 0063                       | Эрменехильдо-Галеана (исп. Hermenegildo Galeana) 16°34′39″ с. ш. 93°21′38″ з. д.                                  | 1098                             | 1068                             | 1252                             |
| 0005                       | Альфонсо-Могель (исп. Alfonso Moguel) 16°40′06″ с. ш. 93°30′21″ з. д.                                             | 900                              | 1022                             | 1226                             |
| —                          | Прочие | 26561                            | 28805                            | 35824                            |
| Названия на карте Генштаба | |                                  |                                  |                                  |

## Экономическая деятельность
По статистическим данным 2000 года, работоспособное население занято по секторам экономики в следующих пропорциях:
- сельское хозяйство, скотоводство и рыбная ловля — 53,2 %;
- промышленность и строительство — 16,8 %;
- торговля, сферы услуг и туризма — 28,9 %;
- безработные — 1,1 %.

## Инфраструктура
Через муниципалитет проходит шоссе 190, соединяющее столицу Чьяпаса и столицу штата Пуэбла. Общая протяжённость дорог 462,1 км, из которых 176,6 км — с твёрдым покрытием.
Здесь расположен аэропорт Льяно-Сан-Хуан, закрытый в 2006 году, в связи с введением в строй аэропорта вблизи Тустла-Гутьерреса.
По статистическим данным 2020 года, инфраструктура развита следующим образом:
- электрификация: 97,7 %;
- водоснабжение: 47,1 %;
- водоотведение: 94,2 %.

## Туризм
Основные достопримечательностями:
- Сима-дель-Копаль или Которрас — красивое ущелье в лесном массиве, в котором обитают тысячи попугаев.
- Эль-Агуасеро — расположен у подножия водопада, падающего с 75 метров.